# Lovitura de stat din Siria din 1963
Lovitura de stat din Siria din 1963 a fost o lovitură de stat militară care a avut loc în Siria la 8 martie 1963. A fost denumită de guvernul sirian ca Revoluția din 8 martie (în arabă: ثورة الثامن من آذار) și a avut ca efect preluarea puterii în Siria de către comitetul militar al filialei regionale siriene a Partidului Arab Socialist Ba'ath. Planificarea și desfășurarea conspirației au fost inspirate de lovitura militară efectuată de filialele regionale Ba'ath din Irak în 1963.
Lovitura de stat a fost planificată de comitetul militar, mai degrabă decât de conducerea civilă a Partidului Ba'ath, dar Michel Aflaq, liderul partidului și filozof, a fost de acord cu conspirația. Membrii conducători ai comitetului militar pe tot parcursul procesului de planificare și imediat după preluarea puterii au fost Muhammad Umran, Salah Jadid și Hafez al-Assad, care aparțineau comunității minoritare de alauiți. Comitetul a obținut sprijinul a doi nasseriști, Rashid al-Qutayni și Muhammad al-Sufi și independentul Ziad al-Hariri. Lovitura de stat a fost planificată inițial pentru 7 martie, dar a fost amânată cu o zi după ce guvernul a descoperit unde plănuiau să se adune conspiratorii. După lovitură de stat, comitetul militar baathist a inițiat o serie de epurări care au modificat structura forțelor armate siriene; prin înlocuirea a 90% din corpului de ofițeri cu alauiți. Președintele Nazim al-Qudsi și prim-ministrul Khalid al-Azm au fost destituiți și arestați.
Lovitura de stat din 8 martie a pus capăt erei experimentelor democratice în Republica Siriană postcolonială și a transformat Siria într-un stat cu partid unic, care exercită o dominație totalitară asupra vieții de zi cu zi. Lovitura de stat a dus la ascensiunea sistemului baathist, care exercită un control extins asupra sferelor sociale, economice, politice, educaționale și religioase prin represiune brutală și teroare de stat. Partidul Arab Socialist Baath și-a menținut controlul asupra puterii timp de peste șase decenii, prin controlul său asupra armatei, aparatului de securitate, sistemului politic și Mukhabarat, țara fiind condusă de secretarul său general Bashar al-Assad din 2000.